# Convention d'association des Antilles néerlandaises avec la Communauté économique européenne
- Antilles néerlandaises
- Union européenne

 Voir le traité sur Wikisource
La Convention d'association des Antilles néerlandaises avec la Communauté économique européenne est un accord international modifiant le traité instituant la Communauté économique européenne afin de reconnaître le statut de pays et territoire d'outre-mer (PTOM) aux Antilles néerlandaises, alors État fédéral autonome au sein du royaume des Pays-Bas (1954 à 2010)

## Historique
Le Statut du royaume des Pays-Bas, proclamé en 1954, décrit les relations politiques entre les différents pays constitutifs du royaume des Pays-Bas. Les trois pays de l'époque disposent de droits égaux, cependant, à la suite des négociations autour du traité de Rome en 1957, seuls les Pays-Bas intègrent la CEE. Un protocole spécial est adossé au traité instituant la Communauté économique européenne et au traité instituant la Communauté européenne de l'énergie atomique précisant que le gouvernement néerlandais est en droit de ratifier les traités pour les Pays-Bas et la Nouvelle-Guinée néerlandaise (1945 à 1962), ou pour le Royaume dans son ensemble. Une déclaration d'intention sur l'association de la Guyane néerlandaise (futur Suriname) et des Antilles néerlandaises à la Communauté économique européenne a été annexée à l'acte final de la Conférence intergouvernementale pour le Marché commun et Euratom.

« Les gouvernements du Royaume de Belgique, la République fédérale d'Allemagne, la République française, la République italienne, le Grand-Duché de Luxembourg et le Royaume des Pays-Bas,
Prenant en considération les liens étroits qui unissent les différentes parties du Royaume des Pays-Bas,
Soucieux de maintenir et d'intensifier les courants d'échanges traditionnels entre les États membres de la Communauté économique européenne, d'une part, et le Surinam et les Antilles néerlandaises de l'autre, et de contribuer au développement économique et social de ces pays,
Se déclarent prêts, dès l'entrée en vigueur du traité et à la demande du royaume des Pays-Bas, à ouvrir des négociations en vue de la conclusion de conventions d'association économique du Surinam et des Antilles néerlandaises à la Communauté. »

Le Suriname est associé à la Communauté économique européenne le 1er septembre 1962, en vertu d'un acte additionnel complétant l'instrument de ratification du royaume des Pays-Bas. L'application de la convention aux Antilles néerlandaises par acte additionnel à l'instrument de ratification s'est avéré être une impossibilité, en raison de la volonté des cinq autres États membres de la Communauté d'obtenir des garanties en ce qui concerne l'importation de produits pétroliers raffinés.
Le 4 juin 1962, le royaume des Pays-Bas propose une révision des traités, la Commission, l'Assemblée et le Conseil apportent une réponse favorable, respectivement, le 10 septembre, le 19 octobre et le 22 octobre. Une Conférence intergouvernementale est convoquée le 13 novembre et la convention est ratifiée tour à tour par chacun des pays et entre en vigueur le 1er octobre 1964.

## Contenu du traité
La convention se compose de quatre articles :
- L'article 1 établit que les Antilles néerlandaises doit être ajouté à la liste de l'annexe IV du traité instituant la Communauté économique européenne (aujourd'hui l'annexe II).
- L'article 2 ajoute un autre protocole au traité CEE, nommé protocole relatif aux importations dans la Communauté économique européenne de produits pétroliers raffinés aux Antilles néerlandaises.
- L'article 3 concerne la ratification.
- L'article 4 concerne les versions authentiques du texte.

## Sources
- (en) Cet article est partiellement ou en totalité issu de l’article de Wikipédia en anglais intitulé « Convention on the association of the Netherlands Antilles with the European Economic Community » (voir la liste des auteurs).

## Compléments